# Hammersmith Odeon London '75
Hammersmith Odeon London '75 è il quarto album live di Bruce Springsteencon la E Street Band, pubblicato nel 2006.

## Storia
Contiene la registrazione completa del concerto all'Hammersmith Odeon di Londra del 18 novembre 1975. Nel 2005 era già stato pubblicato in video sul DVD contenuto nel cofanetto uscito in occasione del trentennale dell'album Born to Run.
Il concerto fu realizzato in occasione della prima tournée inglese di Springsteen, organizzata dalla Columbia Records per promuovere nel Regno Unito e in Europa l'album Born to Run.
Si tratta di una delle prime occasioni in cui Springsteen si esibiva con E Street Band nella formazione definitiva, con Steven Van Zandt alla chitarra solista.
Springsteen è famoso per i suoi lunghi concerti. Molti di questi concerti, come quelli al Winterland di San Francisco del 1978 vennero pubblicati come bootleg mentre Live/1975-1985 è una raccolta di brani live così come In Concert MTV Plugged dove è però senza la E Street band, Live in New York City è la testimonianza della reunion del 1999. In questo live del 1975, per la prima volta in un disco ufficiale, è possibile ascoltare Springsteen con la E Street Band testimonianza delle lunghe tournée degli anni successivi all'uscita dei dischi Darkness on the Edge of Town del 1978 e The River del 1980.

## Formazione
- Bruce Springsteen - chitarra, voce
- Steven Van Zandt - chitarra, voce
- Clarence Clemons - sassofono, percussioni, voce
- Danny Federici - organo, tastiere
- Roy Bittan - pianoforte, tastiere
- Garry Tallent - basso
- Max Weinberg - batteria

## Tracce
Disco 1
1. Thunder Road
2. Tenth Avenue Freeze Out
3. Spirit in the Night
4. Lost in the Flood
5. She's the One
6. Born to Run
7. The E Street Shuffle
8. It's Hard To Be a Saint in The City
9. Backstreets

Disco 2
1. Kitty's Back
2. Jungleland
3. Rosalita (Come Out Tonight)
4. 4th of July, Asbury Park (Sandy)
5. Detroit Medley
6. For You
7. Quarter to Three

Tutte le canzoni sono di Bruce Springsteen ad eccezione di Quarter To Three di Gary U.S. Bonds e Detroiy Medley.